# 王焜弘
王焜弘（1961年4月25日—），綽號五角，出生於臺灣嘉義縣竹崎鄉，泛綠嘉義縣林派政治人物，與陳明文關係良好，毕业于稻江科技暨管理學院。曾任嘉義縣竹崎鄉第14屆鄉民代表、第15屆鄉民代表會主席、第14屆議員、第14、15、17屆竹崎鄉鄉長，因涉嫌買凶殺警，2016年4月13日遭到收押禁見。
2014年竹崎鄉長選舉泛綠陣營人選，民進黨籍縣議員曾亮哲與王焜弘相爭不讓，雙方在竹崎真武廟擲筊定奪，在立法委員陳明文、嘉義縣議會代議長張明達及數百名竹崎鄉親的見證下，結果由王焜弘得到4個聖杯勝出代表綠營參選，成立大會上嘉義縣長張花冠、立法委員陳明文出面支持。也是蔡英文2016年競選總統時竹崎鄉蔡英文後援會的會長。

## 生涯經歷
早年在嘉義「一元幫」內排名第五，綽號「五角」，最有名的事件為北港路與角頭火併，雙方飛車追逐發生車禍，兄弟殞命只有他倖存，也因此被依殺人未遂、公共危險等罪判刑入獄。
1990年，首次參選竹崎鄉代表即當選，於宣誓前被警方提報掃黑對象，因逃亡被捕而在管訓期結束後「補宣誓」，寫下地方自治史罕見紀錄，1994年時如願登上代表會主席，以公共工程的利益分配能力或派系支持被擁為共主，在1997年時已有「總標頭」之名，但因被列為治平對象，再度被送往綠島，但其重義氣的形象讓其接連當選縣議員和竹崎鄉長。
2009年，王焜弘兩屆任滿，妻子官品秀（現名官珈羽）接棒，而對手溫良恭緊咬垃圾掩埋場和焚化爐汙染問題，同年9月10日溫於選前騎機車外出時，遭車追撞後被電擊棒攻擊並潑酸毀容，左眼近乎全盲，溫因此爆冷門以兩百多票的差距逆轉勝，因無直接證據指向王涉案，事後他全身而退。
王焜弘沉寂4年後，在2014年和已故涼椅大王曾振農兒子、嘉義縣議員曾亮哲爭取民進黨提名參選竹崎鄉長，因雙方喬不攏，約定在竹崎真武廟玄天上帝神前擲筊，王成功出線重返政壇。
並於選舉中擊敗尋求連任的鄉長溫良恭，王於回鍋鄉長後一改以往剽悍作風，極力營造勤政親民形象。事必親躬，每天求見鄉民在公所大排長龍，為了解施政鄉民感受，接連舉辦多場鄉政座談會聽取意見，現場明快指示交辦，公所老同事和支持者都說「鄉長不一樣了」

## 個人生活
2014年9月時，王焜弘和其妻離婚，其妻於同年9月間發現車上被人安裝追蹤器並報警。（兩人後於2016年3月重新再婚）

## 殺警案
2016年1月29日，嘉義市保安隊霹靂小組警員林進忠於其妻經營的花店門口遭殺手持霰彈槍狙殺致死，檢警專案朝情殺、買凶殺人方向偵辦，並於同年3月4日在台南市逮捕涉嫌行兇的槍手劉瑞堂。檢警認為案件起因疑似死者與王焜弘之前妻過從甚密，王焜弘才透過表弟黃俊源買凶殺警，兩人於4月13日遭嘉義地方法院裁定羈押禁見。
2016年10月7日，嘉義地方法院一審宣判，王焜弘處無期徒刑，褫奪公權終身。
2017年5月26日，台南高分院二審宣判，王焜弘改判有期徒刑15年6個月。
2017年10月26日，最高法院維持二審判決，全案定讞。

## 外部連結
- 王焜弘的Facebook專頁粉絲團